# Atelestidae
Atelestidae là một họ ruồi trong liên họ Empidoidea. 4 chi trong họ này đã được tách ra thành một họ riêng biệt năm 1983. Trước đây chúng được xếp vào họ Platypezidae (mặc dù không có mối quan hệ gần gũi nào). Nhưng khi chúng được tin là gốc ban đầu của liên họ còn tồn tại Empidoidea, monophyly của họ này không được chứng minh một cách hoàn chỉnh. Chi Nemedina có vẻ đại diện chi nhánh cổ nhất trong liên họ, trong khi Meghyperus có vẻ không monophyletic như trong phân định hiện nay, và cuối cùng nó được tách ra với một vài loài được xếp vào nhóm khác.

## Hình ảnh